# سعيد صالح
سعيد صالح (31 يوليو 1940 – 1 أغسطس 2014) هو ممثل وفنان كوميدي مصري، عمل في أكثر من 500 فيلم وأكثر من 300 مسرحية. يقول عن نفسه «السينما المصرية أنتجت 1500 فيلم أنا نصيبي منهم الثلث»، وقد أكد في أغلب اللقاءات المتلفزة التي أجريت معه على انتمائه للمسرح وتعلقه به واصفًا نفسه بفتى المسرح. حصل على ليسانس الآداب عام 1960 عمل في المسرح، واكتشفه حسن يوسف الذي قدّمه إلى مسرح التلفزيون كما أنه شارك عادل إمام في الكثير من أعماله السينمائية.

## حياته
وُلد سعيد صالح في 31 يوليو 1940 بقرية مجيريا التابعة لمركز أشمون بمحافظة المنوفية، حصل على ليسانس الآداب عام 1960، عمل في مسرح التلفزيون وقدم العديد من العروض المسرحية، اشتهر بخروجه عن النص في الكثير من مسرحياته.

## السجن
- 1991: أُلقي القبض عليه بسبب تدخين (الحشيش) كما أعلن وقتها ثم أُفرج عنه لعدم كفاية الأدلة.
- 1996: دخل السجن وأُفرج عنه قبل نهاية عام 1996.

## أزمة صحية
في عام 2005 تعرض لآلام حادة في القلب بسبب ضيق في ثلاثة شرايين.

## أعماله

### أفلام
| - متعب وشادية. 2012 - زهايمر. 2010 - شبكة المزاج. 2010 - بالألوان الطبيعية. 2009 - بحر النجوم. 2008 - مهمة صعبة. 2006 - أمير الظلام. 2003 - جواز بقرار جمهوري. 2001 - الأجندة الحمراء. 2000 - فل الفل. 2000 - بليه ودماغه العالية. 2000 - رجل له ماضي. 2000 - الواد محروس بتاع الوزير. 1999 - مجرم مع مرتبة الشرف. 1998 - ننوس عينه. 1998 - الحرب العائلية الثالثة. 1998 - زغلول جاب محمول. 1996 - بهوات آخر زمن. 1996 - الجردل والكنكة. 1996 - ما كنش العشم. 1995 - اللص والثعلب. 1995 - ثلاثة على مائدة الدم. 1994 - رجال بلا ثمن. 1993 - هي والعملاق. 1993 - تووت تووت. 1993 - اللعب على المكشوف. 1993 - اللعب مع الأشرار. 1993 - الطريق إلى مستشفى المجانين. 1992 - الفلاحين أهم. 1992 - كله بيلعب على كله. 1992 - وتمت أقواله. 1992 - المشاغبون في نويبع. 1992 - غزو الأرانب. 1992 - خلي بالك من عزوز. 1992 - الدلالة. 1992 - ذكريات وندم. 1992 - أزواج في ورطة. 1992 - درب البهلوان. 1992 - الصعلوك والهوانم. 1991 | - الكلابشات. 1991 - نصيب الأسد. 1991 - بلطية بنت بحري. 1991 - حصل يا سعادة البيه. 1991 - تحت الربع. 1991 - بائعة الشاي. 1991 - الأبطال الثلاثة. 1990 - صاحبك من بختك. 1990 - الطائر الجريح. 1990 - الطيب و الشرس و الوحش. 1990 - عشش الترجمان. 1990 - قسمة ونصيب. 1990 - خمسه كارت. 1990 - الأغبياء الثلاثة. 1990 - الواد سيد النصاب. 1990 - انتبهوا أيها الأزواج. 1990 - خميس يغزو القاهرة. 1990 - سلّم لي على سوسو. 1990 - الصعايدة جم. 1989 - الغني والفقير. 1989 - فتوات السلخانة. 1989 - يا عزيزي كلنا لصوص. 1989 - حارة الحبايب. 1989 - أولاد حظ. 1989 - حكاية لها العجب. 1989 - سكر بولاق. 1989 - المزيكاتي. 1988 - جواز في السر. 1988 - مخ على الزيرو. 1988 - المجنون. 1988 - العرضحالجي في قضية نصب. 1987 - عزبة الصفيح. 1987 - الملائكة لا تسكن الأرض. 1987 - الأونطجية. 1987 - ابن تحية عزوز. 1986 - أجراس الخطر. 1986 - الصبر في الملاحات. 1986 - الضائعة. 1986 - فقراء ولكن سعداء. 1986 | - كوم الشقافة. 1986 - الناس الغلابة. 1986 - نأسف لهذا الخطأ. 1986 - سلام يا صاحبي. 1986 - شهد الملكة. 1985 - العايقة والدريسة. 1985 - فتوة درب العسال. 1985 - القط أصله أسد. 1985 - محطة الأُنس. 1985 - دنيا الله. 1985 - عسل الحب المر. 1985 - صديقي الوفي. 1984 - قمر الليل. 1984 - نعيمة فاكهة محرمة. 1984 - ولكن شيئا ما يبقى. 1984 - المحظوظ. 1984 - المشاغبون في الجيش. 1984 - مطلوب حيّا أو ميتا. 1984 - أنا اللي قتلت الحنش. 1984 - بناتنا في الخارج. 1984 - درب اللبانه. 1984 - جبروت امرأة. 1984 - الخادمة. 1984 - بنات إبليس. 1984 - الهلفوت. 1984 - الراجل اللي باع الشمس. 1983 - شاطئ الحظ. 1983 - نص أرنب. 1983 - المتشردان. 1983 - مسعود سعيد ليه. 1983 - السادة المرتشون. 1983 - مملكة الهلوسة. 1983 - حادث النصف متر. 1983 - إضراب المجانين. 1983 - العسكري شبراوي. 1982 - على باب الوزير. 1982 - القفل. 1982 - المحاكمة. 1982 - الخبز المر. 1982 | - حسن بيه الغلبان. 1982 - أشياء ضد القانون. 1982 - أرزاق يا دنيا. 1982 - الحل اسمه نظيرة. 1982 - خمسة في الجحيم. 1982 - فتوات بولاق. 1981 - الوحش داخل الإنسان. 1981 - لن أغفر أبدا. 1981 - المشبوه. 1981 - الشيطان يعظ. 1981 - لا تظلموا النساء. 1980 - مخيمر دايما جاهز. 1980 - خلف أسوار الجامعة. 1980 - الحب وحده لا يكفي. 1980 - سنوات الانتقام. 1980 - ابن مين بسلامته. 1980 - الأشجار تموت واقفة. 1980 - من الذي قتل هذا الحب. 1980 - كرامتي. 1979 - قصة الحي الغربي. 1979 - احترس نحن المجانين. 1978 - رجب فوق صفيح ساخن. 1978 - شفاه لا تعرف الكذب. 1978 - ليالي ياسمين. 1978 - الأقمر. 1978 - حب فوق البركان. 1978 - الجنة تحت قدميها. 1978 - الأزواج الشياطين. 1977 - الحب قبل الخبز أحيانا. 1977 - البنت الحلوة الكدابة. 1977 - سونيا والمجنون. 1977 - شوق. 1976 - صانع النجوم. 1976 - نبتدي منين الحكاية. 1976 - مراهقة من الأرياف. 1976 - بعيدا عن الأرض. 1976 - أزواج طائشون. 1976 - قمر الزمان. 1976 | - بيت بلا حنان. 1976 - المنحرفون. 1976 - مولد يا دنيا. 1976 - هذا أحبه وهذا أريده. 1975 - حتى آخر العمر. 1975 - مين يقدر على عزيزة. 1975 - آنسات وسيدات. 1974 - أجمل أيام حياتي. 1974 - الرداء الأبيض. 1974 - الرصاصة لا تزال في جيبي. 1974 - العذاب فوق شفاه تبتسم. 1974 - في الصيف لازم نحب. 1974 - بمبة كشر. 1974 - أين عقلي. 1974 - دنيا. 1974 - صوت الحب. 1973 - شلة المشاغبين. 1973 - عاشق الروح. 1973 - زائر الفجر. 1973 - الساحرة. 1971 - لعبة كل يوم. 1971 - مدرستي الحسناء. 1971 - ربع دستة أشرار. 1970 - شقة مفروشة. 1970 - هاربات من الحب. 1970 - ورد وشوك. 1970 - أبواب الليل. 1969 - الحرامي. 1969 - كيف تسرق مليونير. 1968 - إضراب الشحاتين. 1967 - الدخيل. 1967 - قصر الشوق. 1966 - امرأة مع الشيطان. 1900 - شياطين الأمن المركزي. - هروب الأوغاد. - لو كنت مكاني. - ما حسابشي حسابه. - الخزنجية. |

### مسلسلات
| - 9 جامعة الدول 2012 - فرح العمدة 2012 - همي همك 4 2012 - توك توك آير 2011 - أنا القدس 2010 - جاري يا حموده 2009 - صبيان وبنات 2009 | - دموع في حضن الجبل 2008 - المصراوية (ج1، 2) 2007، 2009 - أذكى غبي في العالم 2006 - نبيلة و زغلول 2005 - السيف الوردي 2004 - أوان الورد 2000 - زي القمر 2000 | - أحلام مؤجلة 1999 - مولاي كما خلقتني 1995 - السقوط في بئر سبع 1994 - ولدي 1987 - رجل بلا ماضي 1982 - أيام لا تضيع 1980 - أحلام الفتى الطائر 1978 | - جحا وبنات شهبندر التجار 1978 - أيام الشقاوة 1977 - أحلى الايام 1975 - صانع الفرح 1974 - أيام الدموع 1974 - العبقري 1973 - المارد 1973 | - عودة الروح 1972 - أشجان 1970 - الكنز 1969 - الفلاح 1968 - خيال المآتة 1964 - هارب من الأيام 1962 - هنداوي |

### مسرحيات
| - قاعدين ليه ؟. 2005 - الليبرو. 2002 - حلو وكداب. 2001 - كرنب زبادي. 1991 - البعبع. 1990 - إخطف واجري. 1990 - صادوه. 1989 - زيارة المستر جو. 1989 - العاشق. 1988 | - أبو نضارة. 1987 - شرم برم. 1986 - كعبلون. 1985 - الشحاتين. 1985 - نحن نشكر الظروف. 1984 - أزاز في أزاز. 1984 - اللعبة الجديدة. 1984 - تجي نلعبها. 1982 - الفلوس حبيبتي. 1982 | - مع الأيام. 1982 - لعبة اسمها الفلوس. 1981 - العيال كبرت. 1979 - تحت الصفر. 1979 - سعيد سعداوي. 1976 - كباريه. 1974 - العمر لحظة. 1974 - مدرسة المشاغبين. 1973 - أولادنا في لندن. 1973 | - الحي الغربي. 1972 - اللص الشريف. 1971 - بنسيون الأحلام. 1970 - هاللو شلبي. 1969 - القاهرة في ألف عام. 1969 - سري جدا. 1968 - قلوب خالية. 1968 - ذات البيجامة الحمراء. 1967 - الطريق المسدود. 1967 | - حصة قبل النوم. 1967 - حارة السقا. 1966 - روض الفرج. 1965 - كفر أبو مجاهد. 1963 - حارة الشرفاء. 1963 - زقاق المدق. 1958 - حلو وكذاب. - الحرافيش. - المتحذلقات. - مر الكلام. - ملك الشحاتين. |

### أخرى
| - الحلنجي باشا...سيت كوم 2013 - شوقية وعيال عيالها...سيت كوم 2012 - الحلو ما يكملش...الفوازير 1997 - طريق الأيام...تمثيلية 1987 - الصبر في الملاحات...مسلسل إذاعي 1984 - سعيد صالح في زمن المصالح...مسلسل إذاعي 1983 - الغائب...مسلسل إذاعي 1983 | - يوم آخر...مسلسل إذاعي 1982 - الخطر...تمثيلية 1982 - على باب الوزير...مسلسل إذاعي 1981 - مجرم مع وقف التنفيذ...سهرة تلفزيونية 1980 - لعبة التحدي...تمثيلية 1979 - آخر شقاوة...سهرة تلفزيونية 1978 | - شجرة الحب...مسلسل إذاعي 1977 - أبو العريف...مسلسل إذاعي 1977 - غاوي مشاكل...مسلسل إذاعي 1975 - أبو عرام...مسلسل إذاعي 1973 - البراري والحامول...مسلسل إذاعي 1973 | - سعدواوي يا ويكا...مسلسل إذاعي 1972 - ساحرة...سهرة تلفزيونية 1971 - المشاغب...مسلسل إذاعي 1967 - عوكل...مسلسل إذاعي 1965 - الولد الشقي...مسلسل إذاعي 1900 |

## وفاته
توفي سعيد صالح في صباح يوم الجمعة الأول من أغسطس 2014 إثر أزمة قلبية حادة  وتم دفنه في مسقط رأسه بقرية مجيريا بالمنوفية.

## وصلات خارجية
- سعيد صالح على موقع IMDb (الإنجليزية)
- سعيد صالح على موقع قاعدة بيانات الأفلام العربية
- سعيد صالح على موقع قاعدة بيانات الفيلم (الإنجليزية)
- سعيد صالح على موقع كينوبويسك (الروسية)